# Факультет історії, політології та міжнародних відносин Чернівецького університету
Факультет історії, політології та міжнародних відносин — структурний підрозділ Чернівецького національного університету імені Юрія Федьковича, створений у 1940 році.

## Історія
Утворений в 1940 році після приєднання до УРСР. Відбулись реформи за зразком вищої освіти в СРСР. В перший рік було сформовано три кафедри історії СРСР, історії стародавнього світу і середніх віків та кафедри нової і новітньої історії. В 1941-1944 роках факультет де-факто припинив існування. В 1944 році факультет відновлено в складі тих же кафедр і ще однієї кафедри історії УРСР, яку в 1949 р. об'єднали з кафедрою історії СРСР.
У 2005 році історичний факультет перейменовано на факультет історії, політології та міжнародних відносин.

## Сучасність
Факультет здійснює підготовку фахівців за такими освітніми рівнями:
- бакалавр;
- спеціаліст;
- магістр.

Навчальний процес на факультеті забезпечують 16 докторів наук, професорів, 58 кандидатів наук, доцентів, 19 кандидатів наук, асистентів.
Діють дві спеціалізовані ради по захисту кандидатських і докторських дисертацій з історичних та політичних наук.

## Адміністрація факультету
- доктор історичних наук, професор Добржанський Олександр Володимирович (від 2003)[2].

### Декани факультету
- к.і.н. доц. Скавронський Михайло Федорович 1940—1941
- д.і.н. проф. Кравченко Іван Іванович 1944—1947[3]

- д.і.н. проф. Голобуцький Володимир Олексійович 1947—1949[4]
- в.о Литвинов Валентин Кузьмич 1949—1950[5]
- к.і.н. Ципко Костянтин Григорович 1950—1954;
- к.і.н. доц. Ліщенко Микола Опанасович 1954—1958;
- к.і.н. доц. Сопільнюк Тихон Микитович 1958—??
- к.і.н. доц. Габ Григорій Семенович 19??—1971
- к.і.н. доц Ліщенко Микола Опанасович 1971—1976
- д.і.н. проф. Макар Юрій Іванович 1976—2002[6]
- д.і.н. проф. Добржанський Олександр Володимирович з 2003

## Підрозділи

### Катедра історії України
Завідувачі кафедри: Іван Іванович Кравченко (1944—1949); Іван Антонович Гриценко (1963—1968); Микола Опанасович Лещенко (1968—1971); Микола Миколайович Кравець (1972—1975); Микола Опанасович Лещенко (1975—1980); Павло Васильович Михайлина (1990); Василь Мефодійович Ботушанський (1990—2005); Олександр Володимирович Добржанський (2006—2017); Василь Мефодійович Ботушанський (2017—2022) Микола Романович Гуйванюк (з 2022)
Утворена 1944 р. як кафедра історії УРСР в 1949 р. об'єднана з кафедрою історії СРСР.
Балух Олексій Васильович: Буковина у складі Молдавського князівства у другій половині XIV - першій третині XVI ст.

### Кафедра всесвітньої історії
Завідувачі кафедри: Валентин Кузьмич Литвинов (1944—1946); Олександр Дмитрович Дмітрєв (1946—1947); Петро Кирилович Морочко (1947); Сімха Шмулевич Грінберг (1947—1951); Валентин Кузьмич Литвинов (1951—1955); Мамедіксір Алекбер Алекберлі (1955—1959); Іван Михайлович Теодорович (1959—1966); Вітольд Вікторович Шаповалов (1966—1971); Іван Михайлович Теодорович (1971—1986); Юрій Іванович Макар (1986—2001); Олександр Іванович Сич (з 2001)
Історія: Кафедра створена 1940 р. почала працювати 1944 р. після закінчення Другої світової війни.Першим очільником кафедри став Валентин Кузьмич Литвинов, проте через відсутність необхідної освіти посаду замістив О.Д.Дмітрієв. В 1947 році кафедру почергово очолювали Петро Кирилович Морочко та Сімха Шмулевич Грінберг останній був направлений як перспективний викладач з МДУ. На початку 50-х рр. кафедру покинули Грінберг внаслідок початку боротьби з космополітизмом та З.М.Гершов який приховував своє дворянське походження. В 1952 р. розпочав працювати випускник Львівської історичної школи Іван Михайлович Теодорович. Саме професор Теодорович забезпечив викладання курсу з історії слов'янських країн. В 1955 р. кафедра нової і новітньої історії була об'єднана з кафедрою стародавньої історії в одну кафедру загальгої історії. На 1956 р. на кафедрі працювали: к.і.н. зав.каф. М.А.Алекберлі, к.і.н. доц. Є.В.Черезов, к.і.н. В.К.Літвінов та к.і.н. І.М.Теодорович. У 1959 р. розпочав працювати випускник Чернівецького університету Вітольд Вікторович Шаповалов. Того ж року в Дагестанський університет перейшов працювати М.А.Алекберлі. В 1976 р. відділилась кафедра стародавньої та середньовічної історії.
На кафедрі навчались провідні германісти Радянського союзу та України, серед них: Газін Володимир Прокопович дослідник Веймарської республіки, Троян Сергій Станіславович дослідник Німецького колоніалізму

### Кафедра стародавньої та середньовічної історії
Завідувачі кафедри: Євген Вікентійович Черезов (1951—1955) и (1976—1981); Георій Костянтинович Кожолянко (1981—1990), (2002-2006); Василь Олексійович Балух (1990—1998);  Возний Ігор Петрович (2000-2002) Пивоваров С.В (2006-2013) Михайло Костянтинович Чучко (2013—2022)
Наукові роботи:
Кіра Сергіївна Жилінська Опозиція в армії Александра Македонського
Олександр Дмитрович Дмітрєв Історія революційного руху в Римській Галії
Масан Олександр Миколайович Місто в державі Тевтонського ордену в XIII - первой половине XV ст. За матеріалами середньовічної Прусії
Филипчук Олександр Михайлович Руси серед "військ народів" у Візантії в IX - XI ст.: найманці та союзники

## Відомі випускники

### депутати та міністри
* Філіпчук Георгій Георгійович

## Працівники факультету історії
Категорія:Працівники історичного факультету Чернівецького університету